# Isorropodon
Isorropodon is een geslacht van tweekleppigen uit de familie Vesicomyidae.

## Soorten
De volgende soorten zijn bij het geslacht ingedeeld:
- Isorropodon bigoti (Cosel & Salas, 2001)
- Isorropodon curtum (Cosel & Salas, 2001)
- Isorropodon elongatum (Allen, 2001)
- Isorropodon fossajaponicum (Okutani, Fujikura & Kojima, 2000)
- Isorropodon kaikoae (Okutani, Fujikura & Kojima, 2000)
- Isorropodon mackayi (P. G. Oliver & Drewery, 2014)
- Isorropodon megadesmum (P. G. Oliver, Rodrigues & Cunha, 2011)
- Isorropodon nakaii (Okutani, 1962)
- Isorropodon nyeggaense (Krylova, 2011)
- Isorropodon perplexum (Sturany, 1896)
- Isorropodon smithii (Dall, 1889)
- Isorropodon striatum (Jaeckel & Thiele, 1931)
- Isorropodon tenina (Allen, 2001)